# Ćmiankowate
Ćmiankowate (Psychodidae) – rodzina owadów z rzędu muchówek.

## Charakterystyka rodziny
Psychodidae zwane ćmiankowatymi, to rodzina drobnych, szybko polatujących muchówek, które zewnętrznie przypominają małe motyle lub komary. Rodzina ta liczy około 450 gatunków. Występują one w wielu regionach świata, prawie na wszystkich kontynentach. W Ameryce Północnej odnotowano 113 gatunków z 21 rodzajów, w USA i Kanadzie stwierdzono występowanie około 90 gatunków. W Polsce łącznie stwierdzono 45 gatunków z 22 rodzajów (dane z 2007 roku).
Psychodidae zamieszkują różne strefy klimatyczne, zaś najbogatszy i najbardziej zróżnicowany skład gatunkowy występuje w regionach tropikalnych. Najmniejsze gatunki osiągają 1,8 mm, największe dochodzą do 5 mm.
W układzie systematycznym Psychodidae jest rodziną muchówek należących do Nematocera (muchówek długoczułkich), wchodzi ona w skład infrarodziny Psychodomorpha. 
W skład rodziny ćmiankowatych wchodzi 6 podrodzin (Duckhouse, 1973), tylko 2 spośród nich zagrażają zdrowiu publicznemu i zwierzętom, a mianowicie Psychodinae i Phlebotominae.
Dorosłe Psychodinae w przeciwieństwie do Phlebotominae cechują się względnie krótkimi częściami aparatu gębowego, krótkimi segmentami czułków, krótkimi nogami, dachówkowatym ułożeniem skrzydeł wzdłuż ciała.

## Morfologia
Ciało krótkie, owłosione, barwy od żółtej poprzez szarości do czerni. Zaplecze nagie, powiększone, tylna część wypukła. Tułów z nagim lub owłosionym przedpleczem, szew pleuralny zesklerotyzowany, różnorodnie owłosiony lub nagi, szew poprzeczny scutum nie V-kształtny. Śródplecze zwykle duże. Odwłok z pierwszym sternum czasem nie zesklerotyzowanym; sternum drugie całe sklerotyzowane, podzielone na skleryty lub niesklerotyzowane. Skrzydła duże, krótkie, szerokie, owalne, eliptyczne, lancetowate, zazwyczaj ostro zakończone, zwykle gęsto owłosione z żyłkami medialnymi i 4–5 radialnymi. Podłużne żyłki skrzydeł zwykle dobrze rozwinięte, zwidłowania żyłek nieobecne lub ograniczone do połowy bazalnej skrzydeł, kostalna żyłka biegnie wzdłuż brzegu skrzydeł do obszaru analnego. Brak komórki dystalnej; podłużne żyłki dobrze rozwinięte, skrzyżowania żyłek często niewyraźne, zwykle ograniczone do trzeciej bazalnej skrzydła; żyłka analna zredukowana. Podczas spoczynku ułożone dachówkowato ułożone ponad odwłokiem przy końcu. Głowa z długimi czułkami. Czułki zazwyczaj mają 12 do 16 segmentów. Każdy z segmentów zwykle porośnięty okółkowato szczecinkami. Mostek oczny nieobecny bądź niekompletny. Oczy złożone z fasetek. Na głowie brak przyoczek. Głaszczki szczękowe długie mają od 3 do 5 segmentów, przedostatni segment z wgłębieniem czuciowym ssawki zwykle bardzo krótki, zaś u krwiopijnych gatunków mogą być dłuższe sięgające wysokości głowy. Odwłok Psychodinae ma zwykle od 6–8 segmentów.

## Systematyka polskich gatunków ćmiankowatych
- Podrodzina Psychodinae(inne języki)
  - Plemię: Morminini 
    - Rodzaj Mormia(inne języki) Enderlein, 1935 (Australia)

  - Plemię : Paramormiini 
    - Rodzaj Peripsychoda(inne języki) Enderlein, 1935 (Australia)
    - Rodzaj Telmatoscopus Eaton, 1904 (Australia)

  - Plemię: Pericomini 
    - Rodzaj Bazarella Vaillant, 1961
    - Rodzaj Berdeniella Vaillant, 1976
    - Rodzaj Boreoclytocerus Duckhouse, 1978
    - Rodzaj Clytocerus Haliday in Walker, 1856
    - Rodzaj Pericoma Walker, 1856
    - Rodzaj Saraiella 
    - Rodzaj Satchelliella
    - Rodzaj Tonnoiriella Vaillant, 1971
    - Rodzaj Ulomyia

  - Plemię: Psychodini
    - Rodzaj Psychoda Latreille, 1796
    - Rodzaj Threticus Eaton, 1904
    - Rodzaj Trichopsychoda Tonnoir, 1922
    - Rodzaj Tinearia Schellenberg, 1803

  - Plemię Telmatoscopini 
    - Rodzaj Mormia Enderlein, 1935
    - Rodzaj Panimerus Eaton, 1913
    - Rodzaj Paramormia Enderlein, 1935
    - Rodzaj Peripsychoda Enderlein, 1935
    - Rodzaj Philosepedon Eaton, 1904
    - Rodzaj Telmatoscopus Eaton, 1904
    - Rodzaj Threticus Eaton, 1904
    - Rodzaj Trichopsychoda Tonnoir, 1922
- Podrodzina Sycoracinae Jung, 1954
  - Rodzaj Sycorax Curtis, 1839
- Podrodzina Trichomyiinae Tonnoir, 1922
  - Rodzaj Trichomyia Haliday, 1839

## Stadia rozwojowe

### Larwy
Larwy Psychodidae są małe (zwykle mniejsze niż 5 mm), cylindryczne lub nieco spłaszczone, pozbawione narządów ruchu; ciało zazwyczaj ciemno zabarwione. Na szczycie odwłoka obecny syfon oddechowy. Każdy segment odwłoka podzielony na 3 annule. Przy ostatnim segmencie annuli obecne małe grzbietowe płytki.
Tułów niewyraźnie grubszy niż reszta ciała. Spłaszczone formy posiadają rzędy dysków na części brzusznej. Larwy oddychają za pomocą syfonu wystawionego ponad wodę. Larwy prowadzą ziemnowodny tryb życia, rozwijają się na powierzchni wód, unoszących się glonów, w błocie, gnoju; w mokrych i wilgotnych miejscach bogatych w materię organiczną, na grzybach, mikroorganizmach. Pericoma żyje w potokach, strumieniach i źródłach. Psychoda sp. często w wodach zanieczyszczonych.
Larwy z rodzaju Pericoma mają długie kolce lub piórowate formy, zaś u gatunków z rodzaju Telmatoscopus i Psychoda są słabo rozwinięte. Larwy Psychoda alternata są bardzo odporne na zanieczyszczenia, niskie pH, niską zawartość rozpuszczonego tlenu oraz na wysokie temperatury.
W środkowoeuropejskich warunkach larwy przedstawicieli tej rodziny zwykle charakteryzują się niską wrażliwością na zanieczyszczenie wód. W systemie oceny jakości wód na podstawie wskaźnika BMWP-PL mają najniższą punktację.

### Imagines
Imagines posiadają krótkie i szerokie skrzydła. Dorosłe owady są niewielkie. Występują przez cały rok w miejscach ustępowych. Latem często w miejscach wilgotnych, na liściach roślin. Dorosłe Psychodinae składają jednorazowo od 20–100 jaj z których wylęgają się młode w ciągu 2 dni. Okres larwalny trwa 9–15 dni, okres poczwarki 1–2 dni.
Przedstawiciele z rodzaju Psychoda rozwijają się w różnych rodzajach nawozu i rozkładającej się materii organicznej, Ich cykl rozwojowy trwa od 8 dni do miesiąca. Imago żyje do 5 dni. Cykl rozwojowy u niektórych Psychodidae trwa nawet do roku.